# Kriminalistički film
Kriminalistički film je, u najširem smislu, film koji govori o kriminalu, kaznenom pravu i mračnoj strani ljudske prirode. Stilski, može se svrstati pod mnoge žanrove, obično pod dramu, triler, misteriju i film noir. Filmovi fokusirani na mafiju tipični su primjeri kriminalističkih filmova.

## Kriminalistička fikcija na televiziji
Povećanjem popularnosti televizije sve više su se počele pojavljivati televizijske serije s raznim detektivima, istražiteljima, specijalnim agentima, odvjetnicima i, naravno, policijom. U Britaniji, Osvetnici (u šezdesetima) su govorili o uglađenom agentu Johnu Steedu i njegovoj partnerici, Emmi Peel, a serija je stekla kultni status. Američke televizijske postaje producirale su serije kao što su 77 Sunset Strip (1958. – 1963.); Ulice San Francisca (1972. – 1977.), s Karlom Maldenom i mladim Michaelom Douglasom; Kojak (1973. – 1978.), s Tellyjem Savalasom u ulozi detektiva ovisnog o lizalicama; Charliejevi anđeli (1976. – 1981.); Ubojstvo, napisala je (od 1984.), o pustolovinama spisateljice Jessice Fletcher koju je glumila Angela Lansbury. U Njemačkoj, Derrick je postala svakodnevna riječ.

## Kriminalistički komadi i filmovi
Općenito, mnogi filmovi koji se bave zločinom i njegovim otkrivanjem, temeljeni su na komadima, a ne romanima. Kazališni komad Agathe Christie Svjedok optužbe (1953.; temeljen na njezinoj kratkoj priči objavljenoj 1933.) za film je 1957. adaptirao redatelj Billy Wilder. U filmu su nastupili Marlene Dietrich i Charles Laughton te je postao klasični primjer "sudske drame". U sudskoj drami, optužba se iznosi protiv jednog od glavnih junaka, koji kaže da je nevin. Drugu veliku ulogu igra odvjetnik predstavljajući branitelja na sudu i boreći se s javnim tužiteljem. On ili ona može se upustiti u posao privatnog istražitelja kako bi otkrili što se uistinu dogodilo i tko je pravi počinitelj. Ali u većini slučajeva nije jasno je li optuženik kriv ili ne - tako se stvara napetost. Vrlo često, privatni istražitelj upada u sudnicu u zadnji trenutak kako bi sudu predstavio novu i ključnu informaciju. Iz očiglednih razloga, ovaj tip književnosti se oslanja na dramu: puno je dijaloga (uvodne i završne riječi, svjedočenja itd.) i gotovo nimalo izmjene scenografije. Auditorij kazališta postaje produžetak sudnice. Kad se snima sudska drama, scenaristi i redatelji često koriste sredstvo flashbacka, u kojem se zločin i sve što je dovelo do njega pripovijeda i rekonstruira iz različitih kutova.
U Svjedoku optužbe, Leonard Vole, mladi Amerikanac koji živi u Engleskoj, optužen je za ubojstvo srednjovječne dame koju je upoznao na ulici dok je bio u kupovini. Njegova žena (koju glumi Marlene Dietrich) unamjmljuje najboljeg dostupnog odvjetnika (Charles Laughton) jer je uvjerena, ili čak zna, da joj je muž nevin. Još jedna klasična sudska drama je 12 gnjevnih ljudi Reginalda Rosea iz 1955. koja je smještena u porotničku prostoriju suda u New Yorku. Jedanaest članova porote, od kojih se traži jednoglasna odluka, pokušavaju je donijeti što je brže moguće. I u tome bi i uspjeli da nema osmog porotnika (kojeg u filmskoj adaptaciji iz 1957. glumi Henry Fonda), koji, s druge strane, smatra da je njegova dužnost uvjeriti svoje kolege da bi optuženik mogao biti nevin, i koji, čineći to, pokreće niz diskusija, konfuzije i bijesa.

## Podžanrovi
Kriminalistički filmovi spadaju pod nekoliko različitih podžanrova:
- Mafijaški film, smješten u svijet organiziranog kriminala. Primjeri su Kum i obje verzije Lica s ožiljkom.
  - Yakuza filmovi, japanske verzije gangsterskih filmova.
- Pljačkaški filmovi govore o skupini kriminalaca koji pokušavaju izvesti krađu ili pljačku, kao i o mogućim posljedicama koje slijede nakon toga. Pljačkaški filmovi imaju opušteniji ton. Primjeri su Žalac i Reservoir Dogs.
- Film noir filmovi, žanr popularan u tridesetima, četredsetima i pedesetima često spada u kriminalistički žanr. Neo-noir filmovi se odnose na moderne filmove pod utjecajem noira kao što je Sin City.
- Zatvorski filmovi prate život protagonista u zatvoru, kao u filmu Bijeg iz Alcatraza.
- Filmovi o istinitim zločinima temeljeni su na stvarnim događajima, iako se detalji mogu izmijeniti zbog priče. Primjeri su Dobri momci i Pasje poslijepodne.
- Kvartovski filmovi govore o afro-američkim urbanim problemima i kulturi. Iako se ne moraju uvijek vrtiti oko zločina, kriminalna aktivnost je često iznimno zastupljena u priči. Primjeri su Opasnost po društvo, Autsajderi i Boyz n the Hood.
- Kriminalistički trileri su trileri u kojima zločin igra veliku ulogu. Primjeri su Sedam i Panična potjera.
- Kriminalističke komedije su spoj kriminala i mračne komedije. Primjeri su Lopovi, ubojice i dvije nabijene puške i Mafija.
- Sudske drame obično se ne bave samim zločinom kao suđenje kasnije. Tipična priča govori o odvjetniku koji pokušava dokazati nevinost svojeg klijenta. Primjeri su 12 gnjevnih ljudi i Vrijeme ubijanja.
- Poliziotteschi je oblik kriminalističkog filma nastalog u Italiji u šezdesetima i sedamdesetima. Ovi filmovi obično su vrlo nasilni. Primjeri su Violent Naples i High Crime.
- Kriminalistički humoristični film, film u kojem pljačkaši zbog svojih osobnih propusta dovedu do propasti akcije pljačke.